# Matthes (Familienname)
Matthes ist ein deutscher Familienname. Zu Herkunft und Bedeutung siehe Matthäus.

## Namensträger

### A
- Agneta Matthes (1847–1909), niederländische Unternehmerin
- Alexander Matthes (1951–1984), deutscher Maler und Grafiker
- Anne Matthes (* 1985), deutsche Volleyballspielerin
- Ansgar Matthes (1924–2008), deutscher Mediziner
- August Matthes (1854–1937), deutscher Mundartdichter
- August Matthes (Theologe) (1858–1945), Superintendent in Kolberg in Pommern
- Axel Matthes (* 1936), deutscher Verleger

### B
- Benno Matthes (1825–1911), deutscher Arzt und Naturforscher

### C
- Christian Gottfried Matthes (1738–1817), deutscher Maler, Radierer und Zeichenlehrer

### D
- Dagmar Matthes (* 1968), deutsche Triathletin
- Denny Matthes (* 1983), deutscher Fußballspieler
- Dieter Matthes (Zoologe) (1919–2012), deutscher Biologe, Zoologe und Hochschullehrer
- Dieter Matthes (Schauspieler) (* 1952), deutscher Arzt, Fotograf und Schauspieler
- Diógenes da Silva Matthes (1931–2016), brasilianischer Geistlicher, Bischof von Franca

### E
- Eberhard Matthes (1915–1998), deutscher Heimatforscher und Denkmalpfleger
- Erich Matthes (Verleger) (1888–1970), deutscher Verleger und Heimatforscher
- Erich Matthes (Gewerkschaftsfunktionär) (1908–1987), deutscher Gewerkschaftsfunktionär
- Erich Matthes (Landrat), deutscher Landrat und Provinzialrat
- Ernst Matthes (Maler) (1878–1918), deutscher Maler
- Ernst Matthes (Zoologe) (1889–1958), deutscher Zoologe und Hochschullehrer
- Eva Matthes  (* 1962), deutsche Pädagogin, Soziologin und Hochschullehrerin

### F
- Felix Matthes (* 1962), deutscher Umweltökonom
- François E. Matthes (1874–1948), Geologe und Experte für topografische Kartografie, Gletscher und Klimawandel
- Friedrich Matthes (1881–1950), deutscher Konteradmiral

### G
- Georg Matthes (* 1942), deutscher Mangazeichner, Fernsehproduzent und Fotograf
- Gesine Matthes (* 1955), sächsische Politikerin (CDU), MdL Sachsen
- Gottfried Matthes (1938–2019), deutscher Fußballspieler
- Günter Matthes (Journalist) (1920–1995), deutscher Journalist
- Günter Matthes (Schauspieler), deutscher Schauspieler
- Günter Matthes (Politiker) (1936–2019), deutscher Politiker (Bündnis 90/Die Grünen)

### H
- Hans-Christoph Matthes (1932–2016), deutscher Jurist und Richter am Bundesarbeitsgericht
- Harald Matthes (* 1961), deutscher Mediziner
- Heinrich Matthes (1902–1978), deutscher SS-Scharführer
- Heinz Matthes (Politiker, 1897) (1897–1976), deutscher Politiker (DHP, DP, GDP), MdB
- Heinz Matthes (Politiker, 1927) (1927–1988), deutscher Politiker (SED), MdV
- Helmut Matthes (1935–2019), deutscher Diplomat, Botschafter der DDR
- Hermann Matthes (Lebensmittelchemiker) (1869–1931), deutscher Lebensmittelchemiker
- Hermann Matthes (Politiker) (1901–1976), deutscher Politiker (CDU)
- Hubert Matthes (Landschaftsarchitekt) (1929–2018), deutscher Landschaftsarchitekt
- Hubert Matthes (Zoologe), belgischer Fischkundler
- Huldreich Matthes (1850–1926), deutscher Forstmann und Hochschullehrer

### J
- Joachim Matthes (Filmproduzent) (1915–nach 1961), deutscher Filmproduzent
- Joachim Matthes (Soziologe) (1930–2009), deutscher Soziologe
- Joachim Matthes (Fluchthelfer) (* 1942), deutscher Jurist und Fluchthelfer
- Johannes Matthes (1798–1866), deutscher Politiker und Landwirt
- Josef Friedrich Matthes (1886–1943), deutscher Journalist und Politiker

### K
- Karl Matthes (1905–1962), deutscher Mediziner
- Karl Friedrich Matthes (1829–1904), deutscher Politiker, MdL Sachsen
- Karl-Heinz Matthes, deutscher Radrennfahrer
- Katja Matthes (* 1975), deutsche Klimawissenschaftlerin
- Klaus Matthes (1931–1998), deutscher Mathematiker
- Klaus-Jürgen Matthes (* 1945), deutscher Ingenieur und Hochschullehrer
- Kurt Matthes (1914–2012), deutscher Politiker (SPD), MdB

### L
- Livia Matthes (* 1990), deutsche Schauspielerin
- Lothar Matthes (* 1947), deutscher Wasserspringer

### M
- Marco Matthes (* 1977), deutscher Schauspieler
- Marion Charles Matthes (1906–1980), US-amerikanischer Jurist und Politiker
- Markus Matthes (1977–2011), deutscher Offizier, siehe Todesfälle der Bundeswehr bei Auslandseinsätzen
- Mathieu Elie Matthes (1808–1868), Chemieindustrieller
- Max Matthes (1865–1930), deutscher Internist

### N
- Nadine Matthes (* 1983), deutsche Fußballschiedsrichterin, siehe Nadine Westerhoff
- Nikolaus Matthes (* 1981), deutsch-schweizerischer Musiker

### O
- Olaf Matthes (* 1965), deutscher Historiker
- Otto Matthes (1845–1917), deutscher Kaufmann und Schriftsteller

### P
- Paul Matthes (Maler) (1872–1956), deutscher Maler und Grafiker
- Paul Matthes (Fußballspieler) (1879–1948), deutscher Fußballspieler
- Peter Matthes (Mediziner) (1827–1895), deutscher Arzt, Hofrat und Leibarzt des Großherzogs Carl Alexander von Sachsen
- Peter Matthes (Unternehmer) (* um 1946), deutscher Musiker und Unternehmensgründer

### R
- Rainer Matthes (* 1941), deutscher Landwirt und Politiker (CDU)
- Roland Matthes (1950–2019), deutscher Schwimmer
- Ruthie Matthes (* 1965), US-amerikanische Radrennfahrerin

### S
- Sebastian Matthes (* 1977), deutscher Wirtschaftsjournalist
- Siegfried Matthes (1913–1999), deutscher Mineraloge
- Sven Matthes (* 1969), deutscher Leichtathlet

### T
- Theodor Matthes (1909–2006), deutscher Chirurg und Onkologe
- Tim Matthes (* 1999), deutscher Handballspieler

### U
- Ulrich Matthes (* 1959), deutscher Schauspieler

### W
- Walter Matthes (1901–1997), deutscher Prähistoriker
- Werner Matthes (1905–nach 1960), deutscher Lehrer und Chorleiter
- Wilhelm Matthes (1888/1889–1973), deutscher Komponist, Musik- und Theaterkritiker
- Winfried Matthes (1941–2010), deutscher Wirtschaftswissenschaftler und Hochschullehrer